# Sunrise Over Tiananmen Square
Sunrise Over Tiananmen Square ist ein kanadischer Dokumentarfilm von Shui-Bo Wang aus dem Jahr 1998.

## Inhalt
Mit Hilfe von Nachrichtenfilmen, Fotografien und der künstlerischen Arbeit des Regisseurs Shui-Bo Wang wird dessen Leben von seiner Kindheit an erzählt. Der Junge wächst unter den kommunistischen Lehren Maos zu einem jungen Mann heran, der sich für die Kunst interessiert, gleichzeitig aber als Soldat in der Armee dient. Er wird zudem mit den Vorstellungen und Gedanken der Menschen konfrontiert, die mit dem gesellschaftlichen System Chinas nicht einverstanden sind. Es kommt zu einem Volksaufstand, der am 3. und 4. Juni 1989 blutig niedergeschlagen wird (Tian’anmen-Massaker).

## Produktion, Veröffentlichung
Die Premiere des Films, der im Auftrag des National Film Board of Canada produziert wurde, fand am 16. Oktober 1998 statt.
Der Film ist online beim NFB zu sehen.

## Auszeichnungen
1999 wurde der Film in der Kategorie „Bester Dokumentar-Kurzfilm“ für einen Oscar nominiert.
Das National Educational Media Network zeichnete den Film mit dem Gold Apple aus. Beim San Francisco International Film Festival bekam er ein Ehrenzertifikat.